# Чистополка
Чистополка — деревня в Казачинском районе Красноярского края. Входит в состав Александровского сельсовета.

## География
Расположена в юго-восточной части района, на правом берегу ручья Чистопье. Абсолютная высота — 186 метров над уровнем моря.
Климат
Климат характеризуется как резко континентальный, с продолжительной морозной зимой и коротким тёплым летом. Среднегодовая температура воздуха составляет −1,9°С. Средняя температура воздуха самого тёплого месяца (июля) составляет 20 °C (абсолютный максимум — 37 °C); самого холодного (января) — −18 °C (абсолютный минимум — −59 °C). Среднегодовое количество атмосферных осадков составляет 501 мм.

## История
В 1964 году деревня вошла в состав Александровского сельсовета.

## Население
| 2010 |
| ---- |
| 18   |

Половой состав
По данным Всероссийской переписи населения 2010 года в гендерной структуре населения мужчины составляли 77,8 %, женщины — соответственно 22,2 %.
Национальный состав
Согласно результатам переписи 2002 года, в национальной структуре населения русские составляли 72 % из 18 чел., чуваши — 28 %.